# Elisabeth Dos-Kellner
Elisabeth Dos-Kellner (...) è un'ex sciatrice alpina austriaca paralimpica, che ha rappresentato l'Austria nello sci alpino paralimpico ai Giochi paralimpici invernali del 1992 a Albertville e del 1998 a Nagano, vincendo in totale quattro medaglie: due medaglie d'oro e due di bronzo.

## Carriera

### Paralimpiadi 1992
Alle Paralimpiadi invernali del 1992 ad Albertville, in Francia, Dos-Kellner ha vinto due medaglie d'oro: nella gara di slalom gigante (con un tempo di 2:27.00, ha superato la ceca Kateřina Teplá con 2:28.95 e la spagnola Magda Amo con 2:35.38) e nel supergigante (tempo 1:23.98, argento per Kateřina Teplá in 1:25.86 e bronzo ad Andrea Piribauer in 1:29.43). In entrambe le gare, la categoria era B1-3.

### Paralimpiadi 1998
Ai Giochi paralimpici invernali del 1998 ad Nagano, in Giappone, Dos-Kellner si è piazzata al 3º posto in due gare nella categoria B2: slalom gigante (tempo 2:51.01, rispetto alla prima classificata Magda Amo in 2:44.55 e seconda classificata Pascale Casanova in 2:50.21) e superG (sul podio Magda Amo, oro in 1:09.05 e Pascale Casanova, argento in 1:10.34). 
Dos-Kellner ha gareggiato anche nella discesa libera categoria B1-3, posizionandosi al 5º posto, dopo Magda Amo, Kateřina Teplá, Pascale Casanova e Sue Walker.

## Palmarès

### Paralimpiadi
- 4 medaglie:
  - 2 ori (slalom gigante B1-3 e supergigante B1-3 a Tignes 1992)
  - 2 bronzi (slalom gigante B2 e supergigante B2 a Nagano 1998)